# C. W. McCall
C. W. McCall, nome d'arte di William Dale Fries Jr. (Audubon, 15 novembre 1928 – Ouray, 1º aprile 2022), è stato un cantante, musicista e politico statunitense.

## Biografia
Praticò essenzialmente il genere country. Nel 1976 incise la sua più celebre hit, Convoy, che due anni dopo ispirò il film Convoy - Trincea d'asfalto.
In seguito entrò in politica: divenne tra l'altro sindaco di Ouray, in Colorado. Qui poi morì nel 2022, ultranovantenne, per un tumore polmonare. Al momento del decesso aveva tre figli e quattro nipoti.